# Dendronephthya divaricata
Dendronephthya divaricata är en korallart som beskrevs av Gray 1862. Dendronephthya divaricata ingår i släktet Dendronephthya och familjen Nephtheidae. Inga underarter finns listade i Catalogue of Life.